# Limonest
Limonest ist eine französische Gemeinde mit 3933 Einwohnern (Stand 1. Januar 2022) in der Métropole de Lyon in der Region Auvergne-Rhône-Alpes. Sie gehört administrativ zum Arrondissement Lyon und war bis 2015 Hauptort des gleichnamigen Kantons Limonest.

## Geographie
Die Gemeinde im Ballungszentrum rund zehn Kilometer nördlich von Lyon an der Hügelkette des Mont d’Or, im Weinbaugebiet Coteaux du Lyonnais.

### Nachbargemeinden
Nachbargemeinden sind Chasselay im Norden, Poleymieux-au-Mont-d’Or im Nordosten, Saint-Didier-au-Mont-d’Or im Osten,  Chhampagne-au-Mont-d’Or im Süden, Dardilly im Südwesten sowie Lissieu im Nordwesten.

## Bevölkerungsentwicklung
| Einwohner                  | 1751 | 1941 | 2131 | 2459 | 2733 | 3007 |
| Quellen: Cassini und INSEE |      |      |      |      |      |      |

## Verkehr
Das Gemeindegebiet wird von der Départementsstraße D42 versorgt, im Westen verläuft die Autobahn A6, von der ab hier eine westliche Ortsumgehung von Lyon in Planung ist.

## Sehenswürdigkeiten
- Château de la Barollière, Schloss aus dem 14. Jahrhundert – Monument historique[1]

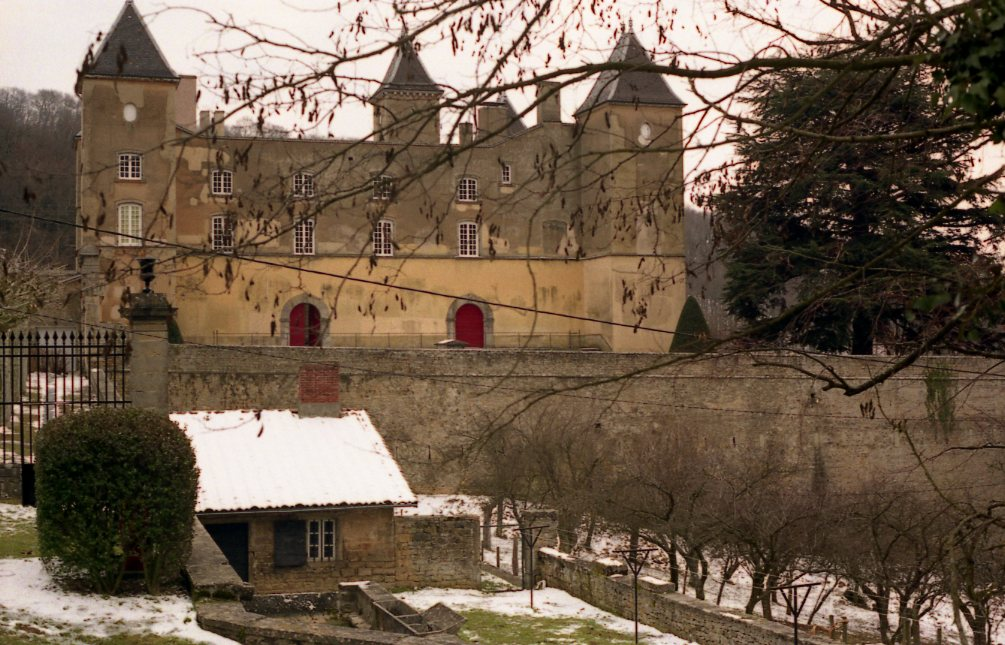
Château de la Barollière